# 朝日稔 (動物学者)
朝日 稔（あさひ みのる、1929年（昭和4年）10月11日 - 2009年（平成21年）10月6日）は、日本の哺乳類学者。

## 人物
主に自然環境の保全と哺乳類の保護とを研究していた。森美保子との共同研究である「タヌキの歯数異常」は多数の個体（340個体）を扱った哺乳類の歯数変異の研究としては最も初期に行われたものの一つである。

## 年譜
- 1929年（昭和4年）：滋賀県に生まれる
- 1947年（昭和22年）：旧制第三高等学校入学
- 1950年（昭和25年）：新制京都大学理学部入学
- 1953年（昭和28年）：京都大学理学部動物学科卒業
- 1962年（昭和37年）：理学博士（大阪市立大学）「Ecology, behavior and social integration of domestic rabbits, introduced into a small islet」
- 武庫川女子大学教授
- 1973年（昭和48年）： 兵庫医科大学生物学教室教授
- 兵庫医科大学教授定年退職
- 兵庫医科大学名誉教授
- 2009年（平成21年）10月6日：逝去

## 職歴
- 武庫川女子大学教授
- 兵庫医科大学教授
- 兵庫医科大学名誉教授
- 兵庫県立南但馬自然学校校長
- 社団法人兵庫県自然保護協会理事長

## 著書
- H.M.フォックス 著 ; 朝日稔、藤本佳佑 共訳 (1958), 動物の知恵, 法政大学出版局
- H.M.フォックス 著 ; 朝日稔, 藤本佳佑 訳 (1971), 動物の知恵, 法政大学出版局
- 朝日稔、広瀬栄治 (1974), 太田次郎[ほか]編, ed., 行動はいかに進化したか, 日本放送出版協会 生命の科学シリーズ, 3
- 朝日稔 (1974), 動物のくらし, 学習研究社 学研の図鑑 [24], ISBN 4050034166
- 朝日稔 (1976), 四手井綱英、川村俊蔵編, ed., 追われる「けもの」たち : 森林と保護・獣害の問題, 築地書館
- L.ハリソン・マチューズ=Matthews, L. Harrison (Leonard Harrison) [著]、朝日稔、三浦慎悟 [訳] (1977), 野生生物と人間, 紀伊国屋書店叢書生物・環境・人間
- 朝日稔 (1977), 日本の哺乳動物, 玉川選書 59, 玉川大学出版部
- ふなこしともこ さく ; あさひみのる ぶん ; しみずまさる え (1979), つしまやまねこ えほん・しぜんシリーズ 19, ポプラ社
- 朝日稔 (1980), 哺乳動物学入門, 培風館
- 朝日稔 編 (1980), 日本の野生を追って, 東海大学出版会
- 中国科学院「中国自然地理」編集委員会 編 ; 朝日稔 [ほか]訳 (1981), 中国の動物地理, 日中出版
- 宮地伝三郎著、佐藤春雄著 ; 朝日稔著 (1982), 全集日本動物誌 3, 講談社
- 富川哲夫 [ほか]共著 (1982), 図解動物観察事典, 地人書館

- 朝日稔 (1983), ぞうのおならとコアラのうんち : 朝日教授の動物談義, JDC
- 朝日稔 (1983), 滅びゆく動物たち., 東海大学出版会
- 朝日稔 [ほか] 共著 (1986), 図解動物観察事典, 地人書館
- 朝日稔 [ほか] (1989), 毎日新聞学芸部 編. となりの生き物たち, いんてる社

- 朝日稔, ed. (1991), 現代の哺乳類学, 朝倉書店

- 富川哲夫 [ほか] (1993), 図解動物観察事典, 地人書館
- 道路環境研究所、エコロード検討委員会（編著）、建設省道路局道路環境課、建設省土木研究所環境部 (1995), 自然との共生をめざす道づくり : エコロード・ハンドブック, 大成出版社, ISBN 4802880227

## 論文
- 国立情報学研究所収録論文 国立情報学研究所